# Aeroespaço

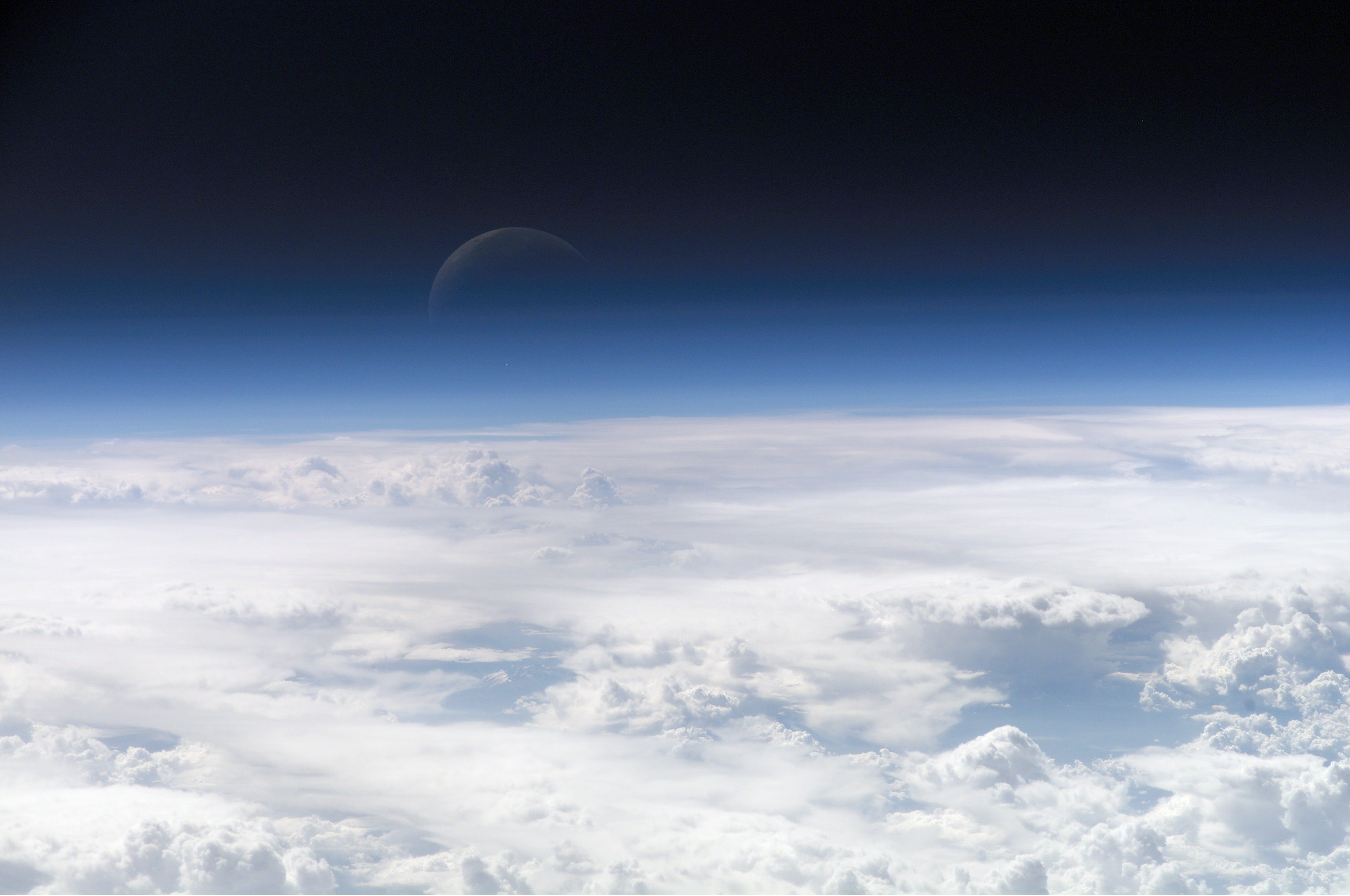
Vista da atmosfera terrestre com a Lua ao fundo.

Aeroespaço, compreende a atmosfera da Terra e o espaço que a cerca. Tipicamente, a indústria aeroespacial combina aeronáutica e astronáutica para pesquisar, projetar, fabricar, operar, ou manter veículos que se movam pelo ar e pelo espaço. Aeroespaço é um campo vasto, abrangendo múltiplas formas de aplicações comerciais, industriais e militares.
Aeroespaço não é o mesmo que espaço aéreo, que é o espaço físico de ar logo acima de um local na superfície da Terra. 